# Victoria Silvstedt
Karin Victoria Silvstedt (Skellefteå, 19 settembre 1974) è una modella, attrice, cantante e showgirl svedese.

## Biografia
Nata a Skellefteå, in Svezia, è cresciuta poi con la famiglia nella città di Bollnäs, coi genitori Bo e Ulla, la sorella Veronica e il fratello Daniel

### Modella
Nel 1993 venne iscritta dalla madre e dalla sorella al concorso di bellezza Miss Svezia. Alla competizione si classificò al secondo posto, dietro Johanna Lind. Partecipò poi a Miss Mondo 1993. Successivamente al concorso firmò un contratto con un'agenzia francese, iniziando così la sua carriera nel mondo della moda. Ha lavorato con Chanel, Christian Dior, Loris Azzaro, Givenchy, Valentino, e Giorgio Armani. Nello stesso anno apparve anche per la prima volta senza veli all'interno di Girls of Northern Europe.
Venne poi scelta da Playboy come Playmate del mese del numero di dicembre 1996. L'anno dopo è Playmate dell'anno. Apparve in seguito anche su alcune cover e in alcuni video girati per conto della rivista. Nel 1998 prestò inoltre la propria immagine per il brand Guess?.
Negli anni 2000 e 2010 prosegue la sua attività di modella, apparendo in molteplici pubblicazioni tra cui figurano, oltre al già citato Playboy, GQ, Maxim e Gear. Nel 2005 è inserita al secondo posto della classifica per eleggere la bionda più sexy dell'anno promossa dalla rivista britannica Nuts. L'anno dopo, FHM la colloca al trentanovesimo posto nella sua classifica delle 100 donne più sexy del mondo.
È stata inoltre testimonial per noti brand come Blockbuster, Nike, Renault e Triumph International ed ha posato senza veli per quattro calendari.

### Attrice, presentatrice e personaggio televisivo
Negli anni novanta inizia anche a recitare in commedie e serie televisive come Melrose Place, The Independent e Baseketball.In quest'ultima produzione avrà un breve cameo. In questo periodo appare anche in Ocean Ave, soap opera diffusa in Svezia e Florida. Dal 2000 avrà dei ruoli anche in produzioni italiane come Bodyguards - Guardie del corpo, La mia vita a stelle e strisce, Un maresciallo in gondola, Matrimonio alle Bahamas e Un'estate al mare. Nel 2004 è nel cast di Boat Trip con Cuba Gooding Jr., Roger Moore e Horatio Sanz. Nel 2010 appare nella produzione britannica Just for the record e in Heartbreaker.
Dal 1990 ha inoltre condotto alcuni programmi di intrattenimento su CBS, Channel 4, E! e sulla radio francese NRJ. Nel 1999 conduce per la prima volta in Italia Fenomeni con Piero Chiambretti. Successivamente prende parte a Fuego, Scommettiamo che...?, La grande notte... e a due edizioni de Il galà della pubblicità. Apparirà anche come guest star in trasmissioni di emittenti straniere.
Dal 2006 al 2012 è stata valletta all'edizione francese de La ruota della fortuna. Tra il 2007 e il 2009 ha preso parte anche all'edizione italiana del gioco televisivo insieme ad Enrico Papi. Nel 2007 è stata giudice di Project Catwalk, reality britannico sul fashion design ed ha condotto con Fabio Canino la Finale Internazionale di Miss European Union 2007 svoltasi a Roma. Dallo stesso anno ha inoltre iniziato a prendere parte a diversi speciali sull'emittente francese TF1.
Nel 2008 è protagonista su E! del reality Victoria Silvstedt: My Perfect Life, incentrato sulla sua vita e trasmesso in Italia a partire dal 2013 da Jimmy di Sky.
Nel periodo delle olimpiadi invernali del 2010 ha condotto un suo programma intitolato Sport by Victoria su Eurosport. Nel 2013 ha partecipato alla prima puntata di Ballando con le stelle su Rai 1, esibendosi come ballerina per una notte.

### Cantante
Nel 1999 con l'etichetta EMI, incide il suo primo album pop intitolato Girl on the Run. Il disco è stato nelle prime posizioni dell'European Billboard charts ed il video del singolo Hello Hey (inserito nel cd) ha raggiunto la prima posizione su MTV. Nel 2010 rilascia Saturday Night, suo personale rifacimento dell'omonima cover di Whigfield.
Nel novembre 2024, a distanza di quattordici anni dopo il suo progetto discografico, è stata confermata come una dei partecipanti al Melodifestivalen 2025, il processo di selezione svedese per l'Eurovision Song Contest.

### Altre attività
Appassionata di sci alpino, in gioventù partecipò a diverse gare a livello agonistico, tra cui un campionato mondiale della gioventù nel 1989, in cui si classificò al quarto posto nella specialità dello slalom gigante. All'età di sedici anni smise l'attività agonistica a seguito di un incidente in cui rimase coinvolta nel corso di una gara.
Nel 2006 durante la London Fashion Week
presenta Very Victoria Silvstedt, una sua collezione di lingerie, che verrà ufficialmente lanciata e immessa sul mercato a partire dal 2013, in collaborazione con il brand Marie Meili.
Nel 2010 pubblica un'autobiografia, intitolata Les secrets de Victoria. Dans la tête de Victoria Silvstedt, scritta in collaborazione con la giornalista francese Christelle Crosnier.
Dal 2014 al 2016 ha curato un blog sul magazine svedese Expressen.

## Vita privata
Victoria Silvstedt parla correntemente svedese, inglese, francese e italiano, anche se in tre film italiani è stata doppiata. Nel 1995 si è sottoposta ad un'operazione di mastoplastica additiva. A tal proposito ha dichiarato che l'intervento a suo avviso le ha cambiato la vita, facendole acquisire maggiore notorietà.
Nel 2000 si è sposata con il giornalista americano Chris Wragge. Nel 2006 la coppia annunciò l'intenzione di avviare azioni legali nei confronti di Sky News a seguito della pubblicazione on line di alcune fotografie che ritraevano la modella in Sardegna in atteggiamenti intimi con un uomo. Sky News provvide a rimuovere gli scatti, che vennero però ripresi all'interno di diversi siti e blog. I due hanno divorziato nel 2007; nello stesso anno è stata interrogata come persona informata sui fatti nell'inchiesta giudiziaria Vallettopoli per una presunta estorsione nei suoi confronti da parte di Fabrizio Corona.
Dal 2007 è legata sentimentalmente al miliardario svizzero Maurice Dabbah, conosciuto nel 2001.  
La sorella maggiore Veronica lavora anch'essa come modella.   

## Filmografia

### Cinema
- Beach movie, regia di John Quinn (1998)
- Baseketball, regia di David Zucker (1998) – sé stessa (cameo)
- Ivansxtc, regia di Bernard Rose (2000)
- Naken, regia di Mårten Knutsson e Torkel Knutsson (2000)
- The Independent, regia di Stephen Kessler (2000)
- Bodyguards - Guardie del corpo, regia di Neri Parenti (2000) – sé stessa
- Out Cold, regia di Brendan Malloy e Emmett Malloy (2001)
- Cruel Game, regia di Masashi Nagadoi (2001)
- Boat Trip, regia di Mort Nathan (2002)
- La mia vita a stelle e strisce, regia di Massimo Ceccherini (2003)
- Matrimonio alle Bahamas, regia di Claudio Risi (2007)
- Un'estate al mare, regia di Carlo Vanzina (2008)
- Il truffacuori (L'Arnacoeur), regia di Pascal Chaumeil (2010)
- Just for the Record, regia di Steven Lawson (2010)

### Televisione
- E vissero infelici per sempre – serie TV, 1 episodio (1999)
- Malibu, CA – serie TV, 1 episodio (1999)
- Melrose Place – serie TV, 2 episodi (1999)
- Son of the Beach – serie TV, 2 episodi (2000-2001)
- Un maresciallo in gondola, regia di Carlo Vanzina – film TV (2002)
- Ocean Ave – serie TV, 9 episodi (2003)
- Sosie! Or Not sosie? – serie TV, 1 episodio (2012)
- Nos chers voisins – serie TV, 1 episodio (2013)

## Discografia

### Album
- 1999 – Girl on the Run

### Singoli
- 1999 – Hello Hey
- 1999 – Rocksteady Love (feat. Turbo B)
- 1999 – Party Line
- 2010 – Saturday Night

## Agenzie
- Elite Model Management - New York
- Metropolitan Models - Parigi
- Premier Model Management
- Mikas - Svezia
- Riccardo Gay Model Management
- Model Management - Amburgo

## Apparizioni nelle edizioni speciali diPlayboy
- Playboy's Playmates of the month dicembre 1996
- Playboy's Nude Playmates giugno 1997 - cover.
- Playboy's Playmate Review Vol. 13, luglio 1997 - cover, pagine 1, 84-93.
- Playboy's Book of Lingerie Vol. 58, novembre 1997 - Michael Bisco, pagine 28-31.
- Playboy's Book of Lingerie Vol. 59, gennaio 1998 - Mizuno, pagine 61-65.
- Playboy's Wet & Wild aprile 1998.
- Playboy's Girls of Summer maggio 1998.
- Playboy's Body Language ottobre 1998.
- Playboy's Playmate Tests novembre 1998 - cover.
- Playboy's Playmates in Bed Vol. 3, febbraio 1999 - pagine 82-85.
- Playboy's Book of Lingerie Vol. 67, maggio 1999 - Mizuno, cover & pagine 1, 32-33.
- Playboy's Girls of Summer giugno 1999.
- Playboy's Celebrating Centerfolds Vol. 3, ottobre 1999.
- Playboy's Voluptuous Vixens Vol. 3, ottobre 1999.
- Playboy's Book of Lingerie Vol. 75, settembre 2000.
- Playboy's Nude Playmates aprile 2001 - pagine 44-45.
- Playboy's Girls of Summer maggio 2001.
- Playboy's Sexy 100 - febbraio 2003.
- Playboy's Blondes, Brunettes & Redheads - giugno 2003